# Karlee Perez
Karlee Leilani Perez (née le 19 avril 1986 à Tampa), plus connue sous le pseudonyme de Maxine, est une catcheuse américaine et ancienne mannequin.
Elle fait ses débuts à la WWE en 2009 en rejoignant la Florida Championship Wrestling, le club-école de la fédération, avant d'être intégrée la troisième saison de NXT.

## Jeunesse et carrière de mannequin
Perez fait du mannequinat après le lycée principalement en Floride. Elle pose notamment pour une publicité pour les Lightning de Tampa Bay en 2005.

## Carrière

### World Wrestling Entertainment (2009-2012)

#### Florida Championship Wrestling (2009-2012)
En 2009, Perez signe un contrat avec la World Wrestling Entertainment (WWE) qui l'envoie à la Florida Championship Wrestling, le club-école de la WWE.
Elle a fait ses débuts sous le nom de Candy Girl dans un match à handicap le 16 août, où elle a fait équipe avec Alicia Fox et Rosa Mendes pour vaincre Tiffany et Angela (en). Elle a participé à un tournoi de 8 diva pour déterminer la championne des Divas FCW inaugurale. Liviana a été éliminé par Naomi au premier tour. Le 27 août 2010, elle fait équipe avec AJ Lee pour vaincre l'équipe de Naomi et Aksana.

#### NXT Wrestling (2010-2012)
Elle a eu une rivalité avec Kaitlyn en 2012 Le 6 avril 2012, elle perd contre Kelly Kelly.

### Total Nonstop Action Wrestling (2014)
Le 10 mai, Perez revenu à la lutte quand elle a participé au TNA One Night Only : Knockouts Knockdown 2, puis elle perd contre Taryn Terrell.

## Récompenses de magazines
- Wrestling Observer Newsletter
  - Pire match de l'année 2010 contre Kaitlyn